# خاویر بوررای
خاویر بوررای (انگلیسی: Javier Burrai؛ زادهٔ ۹ اکتبر ۱۹۹۰) بازیکن فوتبال اهل آرژانتین است.
از باشگاه‌هایی که در آن بازی کرده‌است می‌توان به باشگاه فوتبال آرسنال ساراندی اشاره کرد.